# Фероге језик
Фероге језик (такође и калиги) је језик из породице нигер-конгоанских језика, грана убангијских језика. Њиме се служи око 8.000 становника Јужног Судана у вилајету Западни Бахр ел Газал североисточно од града Раге.